# Черноврат жерав
Черновратият жерав (Grus nigricollis) е вид птица от семейство Жеравови (Gruidae). Видът е световно застрашен, със статут Уязвим.

## Разпространение
Разпространен е в Бутан, Китай и Индия.